# گائتانو کاپوگرسو
گائتانو کاپوگرسو (انگلیسی: Gaetano Capogrosso؛ زادهٔ ۱۱ ژوئن ۱۹۸۹) بازیکن فوتبال اهل ایتالیا است.
از باشگاه‌هایی که در آن بازی کرده‌است می‌توان به باشگاه فوتبال ونتزیا، باشگاه فوتبال آسکولی، باشگاه فوتبال پیاچنزا، و باشگاه فوتبال روبور سیه‌نا اشاره کرد.